# Мелијаде
Мелијаде или Мелије (грч. Νυμφαι Μελίαι, Μελιάδες) су у грчкој митологији биле нимфе.

## Етимологија
Њихово име указује да су то нимфе јасеновог дрвета или да су у питању медне нимфе.

## Митологија
Биле су нимфе планинског јасена. Припадале су ореадама, односно дријадама и хамадријадама. Према Хесиодовој теогонији, настале су тако што су капи крви ушкопљеног Урана оплодиле Геју. Рођене су заједно са Еринијама и гигантима и сматране су најстаријим нимфама. Роберт Гревс је то објаснио тиме што се за дрво јасена сматра да привлачи муњу, те се тако добија ватра, што је био начин да првобитни човек дође до ње. Сматране су мајкама треће, „бронзане“ генерације људи. Они су гајили слатку ману јасена и од грана дрвећа својих мајки правили копља. Били су претерано ратоборни и зато их је Зевс уништио потопом. Према Статију, оне су прамајке Аркађана. Стари Грци су веровали да су људи настали из дрвећа, посебно јасена. Ове нимфе су вероватно медне нимфе Ида и Адрастеја које су однеговале бога Зевса. Мана и мед се на грчком језику каже исто; meli, па отуда ова веза. Ова храна је, попут амброзије, дар са неба. Њихово рођење из крви ушкопљеног Урана се уклапа у причу да су оне учесници у пропасти злочинца Крона, па отуда и њихова улога у неговању малог Зевса, попут курета, њихове браће. Неки извори их поистовећују са нимфама Хекатеридама и Кабиридама, сестрама и супругама курета, дактила и кабира. Према Софоклу, ове нимфе су добиле назив по области Мелида близу Трахиде и он их је изједначио са Малијадама, крај реке Сперхеј. Према Теокриту и Еустатију, Малијаде су заправо Епимелијаде, које су штитиле стада и воће. Једна од Мелијада се помиње као мајка кентаура Фола, кога је добила са Силеном.